# بروستر (مینه‌سوتا)
بروستر، مینه‌سوتا (به انگلیسی: Brewster, Minnesota) یک شهر در ایالات متحده آمریکا است که در مینه‌سوتا واقع شده‌است.

## خصوصیات
بروستر ۳٫۵۲ کیلومترمربع مساحت و ۴۷۳ نفر جمعیت دارد و ۴۵۴ متر بالاتر از سطح دریا واقع شده‌است.